# Glenn Helder
Glenn Helder, est un footballeur néerlandais né le 28 octobre 1968 à Leyde.

## Carrière
- 1989-1993 : Sparta Rotterdam  Pays-Bas
- 1993-1995 : Vitesse Arnhem  Pays-Bas
- 1995-1997 : Arsenal  Angleterre
- 1996 : Benfica  Portugal (prêt)
- 1997-1998 : NAC Breda  Pays-Bas
- 1998 : Dalian Wanda  Chine
- 1998-1999 : NAC Breda  Pays-Bas
- 1999-2000 : MTK Hungária  Hongrie
- 2000-2002 : RBC Roosendaal  Pays-Bas
- 2002-2003 : TOP Oss  Pays-Bas
- 2009-2010 : Door Ontwikkeling Tot Ontspanning  Pays-Bas[2]

## Palmarès
- 4 sélections et 0 but avec l'équipe des Pays-Bas en 1995.